# Bratten Strand
Bratten Strand er en badestrand og et sommerhusområde beliggende ca. ni kilometer nord for Frederikshavn.
Stranden er en del af strandområderne der går hele vejen fra Frederikshavn, rundt om Skagen og ned til Hirtshals.
Området er en del af Skagen Odde, som er et resultat af landhævninger og sandaflejringer siden sidste istid. 
Stranden er en dejlig badestrand med fint sand, klitter og gode badeforhold for både børn og voksne.

## Ekstern henvisning
- Visit Denmark, Bratten Strand (Webside ikke længere tilgængelig)

57°30′41.19″N 10°28′19.92″Ø / 57.5114417°N 10.4722000°Ø